# 2001年7月中国大陆

## 7月1日
- 庆祝中国共产党成立80周年大会召开。中共中央总书记江泽民发表讲话，总结奋斗业绩和基本经验，阐述“三个代表”思想[1][2][3]。

## 7月13日
- 北京赢得2008年夏季奥运会的主办权[4][5][6]。

## 7月16日
- 中共中央总书记、中国国家主席江泽民和俄罗斯总统普京在莫斯科签署了《中俄睦邻友好合作条约》和《中俄元首莫斯科联合声明》[7][8][9]。
- 2001年上海沪东造船厂龙门吊特大坍塌事故。
- 广西南丹县龙泉矿冶总厂拉甲坡矿因实施违章爆破发生特大透水事故，造成81人死亡。[10]

## 7月24日
- 北京市第一中级人民法院分别开庭审理覃光广、高瞻间谍罪案，曲炜为境外非法提供国家秘密、情报罪案，一审判决三名被告人罪名成立[11]。因美国政府压力，两天后的7月26日，高瞻即保外就医，回到美国。